# Procecidochares minuta
Procecidochares minuta är en tvåvingeart som först beskrevs av Snow 1894.  Procecidochares minuta ingår i släktet Procecidochares och familjen borrflugor. Inga underarter finns listade i Catalogue of Life.